# Поздняковка
Поздняко́вка (рос. Поздняковка) — присілок у складі Новолялинського міського округу Свердловської області.
Населення — 12 осіб (2010, 16 у 2002).
Національний склад населення станом на 2002 рік: росіяни — 100 %.